# Cirrus intortus
Cirrus intortus é uma variedade de Cirros. O nome intortus é derivado do Latim, cujo significado é torcido. As nuvens denominadas intortus, é uma característica típica de nuvens cirrus e elas aparecem como filamentos, com um padrão puramente aleatório devido aos ventos intensos no nível delas. Os filamentos estão frequentemente curvados ou torcidos, em padrão irregular.
Como nas outras nuvens cirrus, o cirrus intortus também são comuns em altas altitudes.